# Boinville-en-Woëvre
Boinville-en-Woëvre és un municipi francès situat al departament del Mosa i a la regió del Gran Est. L'any 2007 tenia 71 habitants.

## Demografia

### Població
El 2007 la població de fet de Boinville-en-Woëvre era de 71 persones. Hi havia 28 famílies, de les quals 8 eren unipersonals (8 homes vivint sols), 12 parelles sense fills i 8 parelles amb fills.
La població ha evolucionat segons el següent gràfic:
Habitants censats

### Habitatges
El 2007 hi havia 36 habitatges, 28 eren l'habitatge principal de la família, 3 eren segones residències i 6 estaven desocupats. 32 eren cases i 4 eren apartaments. Dels 28 habitatges principals, 22 estaven ocupats pels seus propietaris, 5 estaven llogats i ocupats pels llogaters i 1 estava cedit a títol gratuït; 2 tenien dues cambres, 6 en tenien tres, 7 en tenien quatre i 13 en tenien cinc o més. 21 habitatges disposaven pel capbaix d'una plaça de pàrquing. A 10 habitatges hi havia un automòbil i a 14 n'hi havia dos o més.

### Piràmide de població
La piràmide de població per edats i sexe el 2009 era:
| Homes | Edats   | Dones |
| ----- | ------- | ----- |
| 0     | 95 o +  | 0     |
| 0     | 90 a 94 | 0     |
| 0     | 85 a 89 | 0     |
| 0     | 80 a 84 | 4     |
| 0     | 75 a 79 | 4     |
| 4     | 70 a 74 | 0     |
| 4     | 65 a 69 | 0     |
| 0     | 60 a 64 | 4     |
| 0     | 55 a 59 | 0     |
| 4     | 50 a 54 | 4     |
| 4     | 45 a 49 | 0     |
| 0     | 40 a 44 | 4     |
| 4     | 35 a 39 | 4     |
| 8     | 30 a 34 | 0     |
| 4     | 25 a 29 | 0     |
| 4     | 20 a 24 | 0     |
| 0     | 15 a 19 | 0     |
| 0     | 10 a 14 | 0     |
| 4     | 5 a 9   | 4     |
| 4     | 0 a 4   | 4     |

## Economia
El 2007 la població en edat de treballar era de 47 persones, 35 eren actives i 12 eren inactives. De les 35 persones actives 34 estaven ocupades (19 homes i 15 dones) i 1 aturada (1 dona i 1 dona). De les 12 persones inactives 4 estaven jubilades, 3 estaven estudiant i 5 estaven classificades com a «altres inactius».
Activitats econòmiques
Dels 3 establiments que hi havia el 2007, 1 era d'una empresa immobiliària i 2 d'empreses de serveis.
L'any 2000 a Boinville-en-Woëvre hi havia 9 explotacions agrícoles que ocupaven un total de 594 hectàrees.

## Poblacions més properes
El següent diagrama mostra les poblacions més properes.